# CJ대한통운
CJ대한통운(CJ大韓通運)은 대한민국의 물류 운송기업이자 건설기업이다.

## 역사
- 1930년 11월: 조선미곡창고로 설립
- 1950년 11월: 사명을 조선미곡창고에서 한국미곡창고로 변경
- 1956년 3월: 한국거래소 유가증권부문 상장
- 1962년 5월: 철도 소운송업 면허 취득
- 1963년 2월: 사명을 한국미곡창고에서 대한통운으로 변경
- 1968년 7월: 정부관리 기업체로부터 민영화, 동아그룹 계열사에 편입
- 1972년 7월: 일본 도쿄지점 개설
- 1973년 2월: 대한용역 설립
- 1974년 9월: 미국상사 현지법인 (KOREA EXPRESS U.S.A INC)설립
- 1976년 2월: 미국상사 뉴저지(N.J)지점, LA지점 설치
- 1983년 11월: 1차 리비아 대수로 공사 참여
- 1984년 6월: 미국상사 샌프란시스코(S.F) 지점 개설
- 1992년 1월: 2차 리비아 대수로 공사 참여
- 1993년 4월: 소화물 일관 수송업 (택배) 개시
- 1996년 3월: ISO 9002 국제품질 인증획득 (육상운송, 항만하역, 택배, 렌터카 등)
- 1996년 8월: 베이징 사무소 설치
- 1999년 9월: ISO 14001 국제환경인증 획득
- 1999년 10월: 외항화물운송업 사업 진출
- 2000년 1월: 인터넷 쇼핑몰 사업 진출
- 2000년 4월: 대한통운 심벌마크 변경
- 2000년 5월: 동아건설과 결별 선언
- 2000년 11월: 재산보전처분 결정, 회사정리절차 개시 결정
- 2001년 10월: 본사 사옥 구입 (서울특별시 중구 서소문동)
- 2002년 12월: 택배 서비스 품질 인증 획득
- 2003년 7월: 미국법인 시카고지점 개설
- 2004년 4월: 중국 상하이 사무소 개설
- 2004년 12월: 리비아 대수로 공사 인수
- 2005년 4월: 통합콜센터 운영
- 2005년 5월: 리비아 대수로공사(건설) ISO 9001:2000 인증 획득
- 2005년 12월: 리비아 대수로공사 PAC 수득
- 2007년: 대한통운 톈진 물류유한공사, 독일법인, 홍콩법인 설립
- 2008년 4월: 금호아시아나그룹이 인수. (계열 편입)[1]
- 2008년 6월: 국제택배 사업 진출
- 2008년 9월: 대한통운국제물류(주) 합병
- 2009년 4월: 부산 신선대컨테이너터미널(PECT)경영권 확보
- 2009년 6월: 대한통운 부산컨테이너터미널(KBCT)출범. 舊PECT
- 2009년 11월: 일부를 분할하여 종로구 신문로1가에 금호렌터카주식회사 설립
- 2010년 9월: 경인아라뱃길 일반부두 운영사 선정
- 2010년 11월: 사사 <대한통운 80년사> 발간
- 2011년 2월: 2011 대구세계육상선수권대회 전담 물류업체 선정
- 2011년 5월: AEO 인증 획득
- 2011년 6월: 2012 여수세계박람회 물자 통관·운송부문 운영업체 선정
- 2011년 6월: 대한통운 매각 우선협상대상자로 CJ그룹 선정
- 2011년 11월: 2011 한국물류대상 수상
- 2011년 12월: CJ그룹으로 편입
- 2012년 3월: 사명을 대한통운에서 CJ대한통운으로 변경
- 2012년 5월: 경인항 김포터미널 준공
- 2012년 7월: 노사문화우수기업 수상 (6회 연속 수상)
- 2012년 10월: 제 12회 한국IR대상 우수상 수상
- 2012년 10월: 통합물류 시스템 OPEN (하역, 운송, 보관, 국제 등)
- 2013년 4월: CJ대한통운과 CJ GLS 합병
- 2013년 4월: 이채욱 대표이사 취임
- 2015년 3월: 양승석, 손관수 대표이사 취임.
- 2016년 2월: '한국에서 가장 존경받는 기업' 종합물류서비스 부문 1위 선정 / 한국능률협회컨설팅 (KMAC)
- 2016년 3월: 박근태, 손관수 대표이사 취임.
- 2016년 3월: CJ대한통운 택배 메가허브터미널 기공
- 2016년 3월: '한국산업의 브랜드파워(K-BPI)' 택배 서비스 부문 1위 선정 / 한국능률협회컨설팅 (KMAC)
- 2016년 6월: '한국산업의 브랜드 추천(KBRI)' 국제운송서비스부문 1위 선정 / 한국능률협회컨설팅 (KMAC)
- 2016년 7월: 고용노동부주관 노사문화우수기업 선정
- 2016년 7월: UNGC(United Nations Global Compact)가입
- 2016년 8월: 국가 브랜드 경쟁력 지수(NBCI) 개인택배 서비스 부문 브랜드 경쟁력 1위 선정 / 한국생산성본부
- 2016년 12월: 한·중 FTA 1주년 파트너십 유공자 포상 산업통상자원부 장관상 수상
- 2016년 12월: 제1회 대한민국 범죄예방 대상 기업사회공헌부문 대상 수상 / 경찰청
- 2016년 12월: 제11회 대한민국 사회공헌대상 미래창조과학방송통신위원장상 수상 / 한국서비스산업진흥원
- 2017년 1월: 대전 한국원자력연구원 내 방사선폐기물 경주 코라드 방폐장 이송 참여 (2017년 1월 13일 ~ 14일)
- 2017년 2월: CJ대한통운의 영문을 CJ Korea Express에서 CJ Logistics로 변경
- 2017년 5월: CJ대한통운-한국철도공사(코레일)와 1.2km 국내 최장 80량 장대 화물열차(K-DST) 운용 본격화
- 2018년 3월: CJ건설주식회사 합병
- 2018년 4월: CJ대한통운 남북 이산가족 상봉행사 물자 운송
- 2018년 6월: 미국 DCS로지스틱스 인수
- 2018년 9월: CJ대한통운 1763톤에 초중량 플랜트 기자재 운송 개시 (중국 장지아강 ~ 우즈벡)
- 2019년 1월: CJ대한통운 목포항에 석탄부두 폐쇄 (삼학도 부두와 공원화사업 활용 여부)
- 2020년 1월: CES 2020, '4DX Screen' 설비 운송
- 2020년 1월: ‘중국계약물류 50대 기업 랭킹’ 종합 8위 선정
- 2020년 2월: 한국에서 가장 존경받는 기업 '종합물류서비스 부문'1위 선정
- 2020년 2월: CJ센추리, CJ대한통운 말레이시아 법인 지분 인수
- 2020년 2월: CJ대한통운 미국법인 DSC와 합병, ‘CJ Logistics America’ 출범
- 2020년 4월: CJ대한통운 e-풀필먼트 서비스 개시
- 2022년 12월: 본사 사옥 이전 (서울특별시 종로구 종로5길 7 (청진동, 타워8))
- 2023년 8월: 일본의 컨테이너 선사업체 Ocean Network Express와 협업체결

## 역대 로고
|               |
| 동아그룹 시절 |

|           |
| 현재 로고 |

## 점유율
2012년 말 택배업계 점유율은 대한통운 21%, CJ GLS 16%, 현대로지스틱스 12%, 한진택배 11%, 우체국택배 11% 순이었다. 이들 다섯 업체는 택배업계의 '빅5'로 불려 왔다. '빅5'의 시장점유율은 71%로, 이들은 그동안 경쟁적으로 단가를 낮추는 등 치열한 치킨게임을 벌여 왔다. 그 과정에서 인터넷 도서 배송 시장에서 성업하던 이노지스가 파산했고 KGB택배는 경영난을 겪다가 매각됐다.
그 와중에 2013년 4월 3일 대한통운과 CJ GLS가 합병하면서 압도적인 점유율 1위로 올라섰고, 업계 최초로 2018년 오픈 예정인 수도권 택배 메가 허브 터미널인 곤지암택배터미널의 완공과 더불어 운영중인 전 Sub터미널에 휠소터를 설치하는등 시설 투자에서도 경쟁사를 압도하는 상황이다.

## 사업
연 매출은 2011~2012년에는 2조 5천억 남짓이었으나 CJ그룹이 인수한 이후 2013년에는 3조원대로 증가했으며, 2014년 예상매출은 4조 5천억원에 이른다. 2013년에 일시적으로 순이익이 적자가 되었으나 2014년에는 다시 흑자로 돌아섰다. 2014년 기준 시가총액은 4조원대이다
2024년엔 도대체 얼마벌었을까?
택배업은 온라인 쇼핑의 증가로 시장 전망이 밝으며, 미국에서도 택배 회사들의 주가가 2013년부터 많이 상승하고 있다. 택배 업계 점유율 2위 업체인 현대로지스틱스가 사모펀드에 인수되며 점유율 경쟁보다는 부채 해소 등 내실 다지기에 주력하게 됨에 따라 업계 내 경쟁 완화의 최대 수혜주로 손꼽히고 있다.

### 주요 사업
CJ대한통운의 주요 사업은 2018년 기준 CL(Contract Logistics/계약물류), 포워딩, 항만하역, 택배, 글로벌 등의 사업으로 구성되어 있다.

## 사건
- 2013년 4월 3일에 합병한 후 전산망을 통합하는 과정에서 택배 분류 코드의 혼선이 발생하여 택배 물량이 일부 지연된 사건이 발생하였다.
- 대전광역시 대덕구 소재 CJ대한통운 대전물류센터에서 2018년 8월에 이어 2개월 만에 또다시 사망사고가 발생하여 고용노동부에 의해 작업중지 명령이 내려진 후 대전물류센터는 폐쇄되었다.[5]

## 본점 및 지점 현황
- 본점: 서울특별시 종로구 종로5길 7 (청진동, 타워8)
- 청진: 청진부 향정 1[6]
- 군산지사: 전북특별자치도 군산시 서해로 194 (소룡동)
- 전북지사: 전북특별자치도 전주시 덕진구 팔복로 173 (팔복동3가)
- 광주지사: 광주광역시 남구 송암로 114 (송하동)
- 대구지사: 대구광역시 달서구 성서공단로 235 (장동)
- 동대구지사: 대구광역시 서구 문화로 95(이현동)
- 서대구지사: 대구광역시 달서구 성서공단로 346(월성동)
  - 북구대리점 : 대구광역시 서구 문화로 77(이현동)
- 강원지사: 강원특별자치도 원주시 흥업면 원문로 898
- 제주지사: 제주특별자치도 제주시 연삼로 89 (오라삼동)
- 서울지사: 경기도 김포시 고촌읍 아라육로 20
- 인천지사: 인천광역시 중구 축항대로87번길 41 (항동7가)
- 목포지사: 전라남도 영암군 삼호읍 대불역로 39
- 부산지사 & 부산국제지사: 부산광역시 중구 대교로 119 (중앙동6가)
- 여수지사: 전라남도 여수시 산단중앙로 10 (화치동)
- 창원지사: 경상남도 창원시 마산합포구 해안대로 234 (신포동1가)
- 진주지사: 경상남도 진주시 남강로 1715 (초전동)
- 충남지사: 충청남도 서산시 남부순환로 15 (수석동)
- 대전지사: 대전광역시 대덕구 신탄진로 1 (읍내동)
- 울산지사: 울산광역시 남구 장생포고래로 292 (매암동)
- 광양지사: 전라남도 광양시 태인4길 33 (태인동)
- 충북지사: 충청북도 청주시 흥덕구 사운로 375 (신봉동)
- 동해지사: 강원특별자치도 동해시 용정로 171 (용정동)
- 포항지사: 경상북도 포항시 남구 섬안로 59 (괴동동)
- 경기지사: 경기도 수원시 영통구 삼성로 318 (원천동)
- 택배중앙사업담당: 서울특별시 금천구 가산디지털2로 156 (가산동)
- 택배동부사업담당: 부산광역시 동구 중앙대로248번길 7-6 (초량동)
- 평택지사: 경기도 평택시 포승읍 평택항만길 86
- 택배남양주지점: 경기도 남양주시 진건읍 진건오남로 414
- 의왕영업소: 경기도 의왕시 가나무로 107 (이동)
- 인천국제지사: 인천광역시 중구 서해대로94번길 98-1 (신흥동3가)
- 부산국제지사: 부산광역시 중구 대교로 119 (중앙동6가)
- 인천공항사업소: 인천광역시 중구 공항동로296번길 98-114, 자유무역지역 국제물류센터 B1블럭 A209호 (운서동)
- 경북국제영업소: 대구광역시 북구 노원로 205 (침산동)
- 택배서부사업담당: 대전광역시 대덕구 대덕대로1447번길 39 (문평동)
- 천안지점: 충청남도 천안시 서북구 두정공원2길 43-14 (두정동)
- 익산지점: 전북특별자치도 익산시 석암로3길 85 (팔봉동)
- 안동지점: 경상북도 안동시 북순환로 384-11 (안막동)
- 강릉지점: 강원특별자치도 강릉시 동해대로 3290 (죽헌동)
- 이천영업소: 경기도 이천시 대월면 대평로 131
- 남부사업소: 경기도 군포시 번영로 82 (부곡동)
- 시화지점: 경기도 시흥시 희망공원로 117 (정왕동)
- 충주영업소: 충청북도 충주시 충원대로 547 (봉방동)
- 당진영업소: 충청남도 당진시 송악읍 북부산업로 1480
- 장항영업소: 충청남도 서천군 장항읍 신창동로 1
- 택배익산지점: 전북특별자치도 정읍시 2산단1길 24-3 (하북동)
- 구미영업소: 경상북도 구미시 1공단로10길 103-9 (공단동)
- 택배창원지점: 경상남도 창원시 진해구 천자로 278 (장천동)
- 택배서강원지점: 강원특별자치도 춘천시 후석로440번길 43 (후평동)
- 용인센터: 경기도 용인시 기흥구 기곡로 32 (하갈동)
- 인천센터: 인천광역시 중구 아암대로 20 (신흥동3가)
- 충남센터: 충청남도 계룡시 두마면 사계로 206
- 옥천센터: 충청북도 옥천군 이원면 건진2길 65
- 충주제2영업소: 충청북도 충주시 충원대로 547 (봉방동)
- 전북센터: 전북특별자치도 완주군 이서면 콩쥐팥쥐로 1010
- 광주센터: 광주광역시 북구 삼소로 266 (월출동)
- 경산센터: 경상북도 경산시 압량읍 압량길 11
- 부산센터: 부산광역시 사하구 다대로 210 (장림동)
- 울산센터: 울산광역시 북구 매곡산업3길 1 (매곡동)
- 함안센터: 경상남도 함안군 법수면 법수로 498
- 서울지점: 서울특별시 서초구 남부순환로 2271 (방배동, CJ방배사옥)
- 여주지점: 경기도 여주시 명품1로 76 (연라동)
- 제주지점: 제주특별자치도 서귀포시 안덕면 광평로 34-156
- 순천지점: 전라남도 순천시 서면 신촌2길 2-8

## 소속 골퍼
- 강성훈
- 임성재
- 김민규
- 김민휘
- 김시우
- 안병훈
- 이경훈
- 박주형

## 같이 보기
- 롯데택배
- 로젠
- 한진택배